# War?
Pour les articles homonymes, voir War.

War? est un single et une chanson du groupe de rock américain System of a Down, tiré de l'album homonyme System of a Down sortit le 30 juin 1998. C'est la piste 8 de l'album, elle dure deux minutes et quarante secondes.
Le clip video produit par Artists & Derelicts a été réalisé en noir et blanc.